# Mervelier
Mervelier (antiguamente en alemán Morschwiler) es una comuna suiza del cantón del Jura, situada en el distrito de Delémont. Limita al norte con la comuna de Val Terbi (Montsevelier), al este con Beinwil (SO) y Schelten (BE), al sur con Val Terbi, y al oeste con Corban.

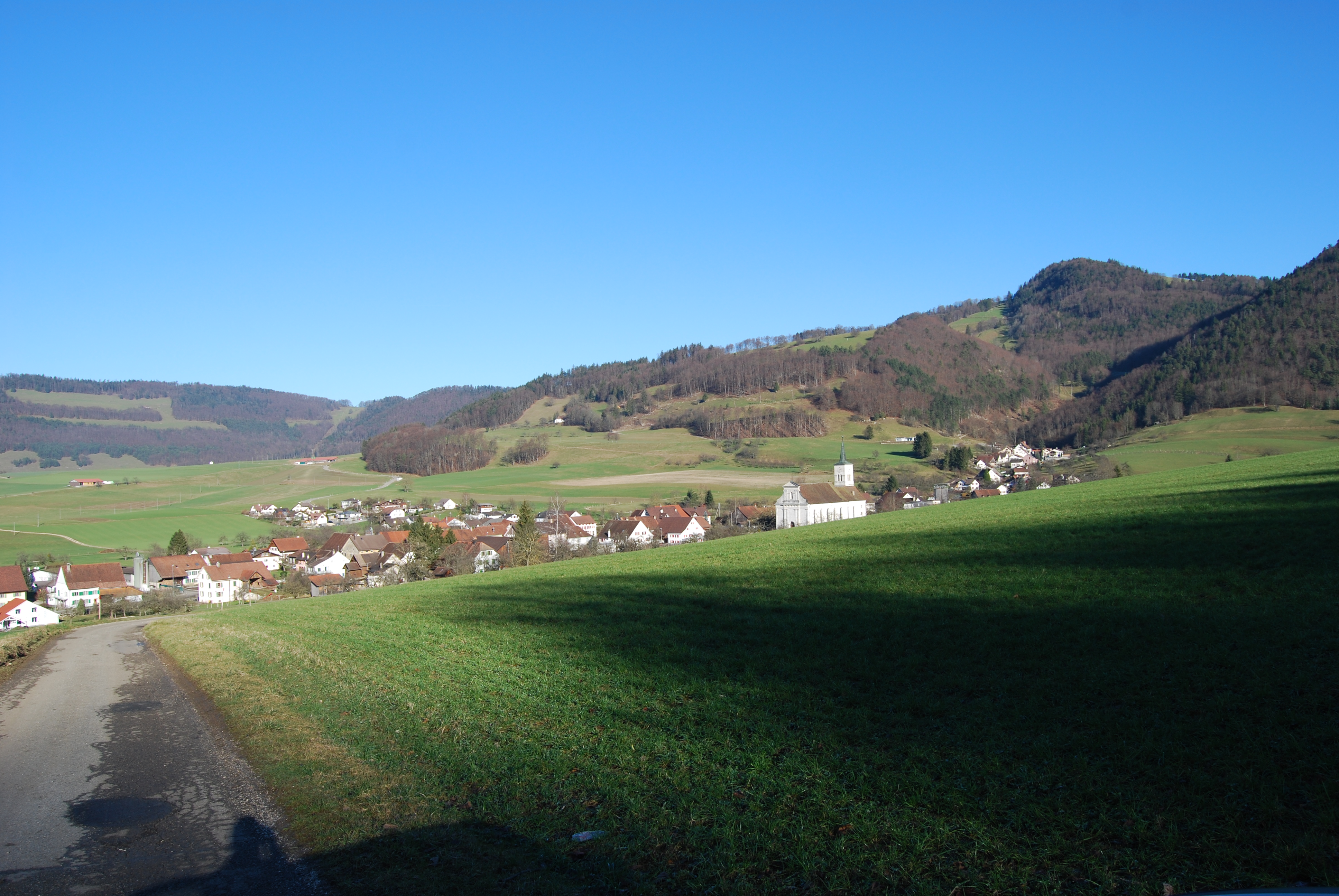
Mervelier